# Palazzo del Governatorato (Roma)
Il palazzo del Governatorato è un palazzo del quartiere Lido di Ostia Levante, nella frazione litoranea di Ostia, nel comune di Roma.
Esso funge da sede del Municipio X, avendo già servito come sede della delegazione di rappresentanza del governatorato di Roma negli anni del fascismo, del comune di Roma nel secondo dopoguerra e della XIII Circoscrizione.

## Storia
Con la bonifica della palude, che occupava il litorale romano, durante i primi anni del '900, iniziò l'edificazione di quella che sarebbe diventata la "spiaggia di Roma", divenuta poi nota come Ostia Nuova. Con la crescita demografica della zona fu avviata la costruzione di un edificio di rappresentanza del Comune di Roma su piazza dei Ravennati. L'edificio entrò in funzione nel 1914, ma con l'approvazione del piano regolatore nel 1916 fu deciso di spostare la delegazione nei pressi di quella che sarebbe stata la stazione di Ostia. La piazza avrebbe dovuto infatti ospitare il centro civico della neonata cittadina, assumendo le sembianze di un foro romano.
Il progetto fu affidato all'architetto Vincenzo Fasolo e la prima pietra fu posta il 10 agosto 1924 alla presenza del cardinale Vincenzo Vannutelli e di Benito Mussolini in concomitanza con l'apertura della ferrovia Roma-Lido e dello stabilimento Roma.
I lavori iniziarono pochi mesi dopo e furono impiegati travertino di Tivoli e tufo dorato dell'Agro romano. Le decorazioni esterne ad encausto, realizzate nel 1926 su disegno di Umberto Calzolari, furono approvate da Fasolo stesso, mentre quelle interne furono realizzate tra il 1933 e il 1937. Il tema delle decorazioni, in pieno stile dalmata-italiano, è quello della mitologia romana.

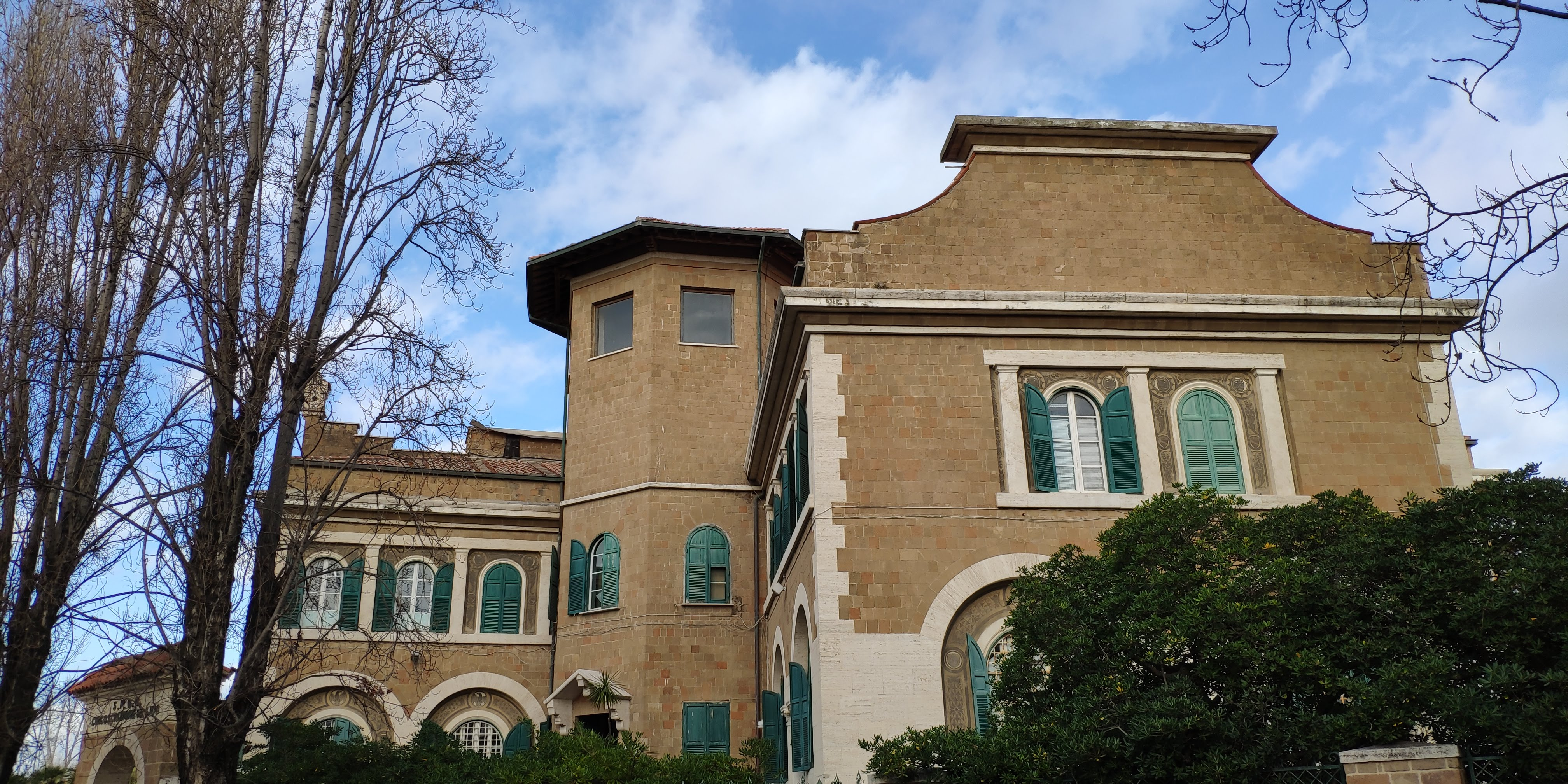
Prospetto del palazzo da via Claudio

I lavori si conclusero nel 1928 e all'inaugurazione il palazzo ospitò: una scuola, gli uffici della delegazione del governatorato, un ambulatorio e la sede dei vigili urbani al pian terreno, mentre il primo piano era occupato dagli alloggi dei vigili e quello privato del delegato governatoriale, Adriano Hamilton. L'ambulatorio rimase, fino agli anni '80, l'unico ospedale disponibile nel territorio ostiense.
L'architetto Marcello Piacentini commentò positivamente l'opera nel marzo 1929 sulla rivista milanese Architettura e arti decorative.
Secondo alcune testimonianze il 22 maggio 1943 fu sganciata una bomba nei pressi del palazzo con l'obiettivo di abbattere la torre, tuttavia non provocò alcun danno.
Nell'agosto 2001 fu trafugata una piccola aquila posta sulla trabeazione del pozzo nel cortile interno del palazzo.

## Descrizione
Il palazzo è articolato in tre corpi di fabbrica che si affacciano su piazza della Stazione Vecchia e via Claudio e sono disposti intorno ad un cortile interno, al centro del quale è posto un pozzo.
Piuttosto distintive sono le due torri: la prima, di forma circolare, ospita i servizi al pubblico del municipio ed è accessibile da via Claudio; la seconda, di forma quadrata, è stata realizzata in travertino ed è stata decorata con altorilievi raffiguranti armi, armature e insegne dell'Antica Roma. Al centro delle quattro facciate è presente inoltre lo stemma araldico di casa Savoia, anche se alcuni di essi sono andati perduti. Secondo un'analisi dei bozzetti preliminari la torre sarebbe incompleta in quanto si sarebbe dovuta aggiungere una struttura contenente una campana.
Il portale d'ingresso su piazza della Stazione Vecchia presenta la replica di una Vittoria alata, tra i primi ritrovamenti degli scavi archeologici di Ostia e attualmente custodita presso il Museo archeologico ostiense.

## Collegamenti
- |  | È raggiungibile dalla stazione Lido di Ostia Centro. |
- È raggiungibile dalle fermate autobus Stazione Vecchia, Celli e Regina Pacis/Chiesa.